# Politikens filmjournal 107
|  | Denne artikel er oprettet af botten Steenthbot ud fra en ekstern database. Den kan derfor have sproglige fejl eller mangler. Denne skabelon kan fjernes efter kontrol af indholdet. |

Politikens filmjournal 107 er en dansk dokumentarisk optagelse fra 1951.

## Handling
1) Den internationale børnelammelseskongres afholdes i København på Universitetet. Blandt deltagerne er den amerikanske ambassadør Eugenie Anderson, justitsminister Helga Petersen, Dr. Thorvald Madsen fra Seruminstituttet, universitetsrektor H.N. Hansen og professor Niels Bohr samt mere end 200 forskere fra bl.a. Rusland, Indien og Australien.

2) Argentina: Præsident Juan Peron - og ikke mindst den populære præsidentfrue Eva Peron - genvælges.

3) Hospitalskibet "Jutlandia" er på vej hjem fra Korea. Da man passerer Ækvator afholdes den traditionelle 'liniedåb' - under mottoet: "Ingen barmhjertighed". Bland flere døbes overlæge Tage Kjær og kommandør Hammerich.

4) Organisationen "Sig det med blomster" har arrangeret et storslået blomsteroptog i København.

5) USA: Helikopterakrobatik over New York. Arrangement til fordel for indsamling af tøj til nødlidende koreanere.

6) Spanien: Tyreløb i Pamplona.

7) USA: Den største militærmanøvre i USA siden 2. Verdenskrigs afslutning, 4000 soldater deltager. Faldskærmsudspringere fra 400 maskiner over øvelsesterrænet i North Carolina.

8) USA: Vandski-mestre kæmper i Florida om årets titel.

## Medvirkende
- Dronning Ingrid